# متورم البذور
متورم البذور (الاسم العلمي: Oncosperma)، جنس نباتات مُزهرة من فصيلة النخلية. يضم الجنس الأنواع التالية، موطنها جنوب شرق آسيا وسريلانكا
- Oncosperma fasciculatum Thwaites - سريلانكا
- Oncosperma gracilipes أدواردو بيكاري - الفلبين
- Oncosperma horridum (Griff.) Scheff - الفلبين، تايلاند، ماليزيا، بورنيو، سولاويزي، سومطرة
- Oncosperma platyphyllum Becc. - الفلبين
- Oncosperma tigillarium (Jack) Ridl. - تايلاند، كمبوديا، فيتنام، ماليزيا، بورنيو، سومطرة